# Rhéotaxie
La Rhéotaxie, l'un des types de taxies, est le comportement des animaux leur permettant de se maintenir dans le courant, souvent en dépensant le moins d'énergie possible. La rhéotaxie fait l'objet de modélisation, visant à mieux comprendre la nage des poissons ou d'autres organismes. Cette capacité est notamment essentielle pour les poissons migrateurs qui doivent remonter ou descendre le courant selon leur stade de développement.
Le mot est aussi utilisé pour les spermatozoïdes (qui par exemple chez les mammifères, au moins chez la souris de laboratoire et chez l'homme manifestent dans le tractus génital féminin une rhéotaxie positive, c'est-à-dire un réflexe d'orientation contre le courant puis de nage à contre-courant du fluide environnant).

## Vocabulaire, sémantique
On parle généralement de
- rhéotaxie positive quand l'organisme réagit au courant et s'oriente en fonction du flux (contre le courant, ou en se laissant descendre).
- rhéotaxie négative quand l'organisme cherche à éviter les zones de courant.

### Récepteurs
Dans la majorité des cas, des cellules spécialisées (neuromaste situés dans le système de la ligne latérale des poissons et de certains anoures) perçoivent la présence des stimuli rhéotactiques (force du courant, présence de turbulences, variation de vitesse de l'eau contre la peau).